# Francis Rawdon-Hastings, I marchese di Hastings
Francis Edward Rawdon-Hastings, I marchese di Hastings (Moira, 9 dicembre 1754 – Al largo di Napoli, 28 novembre 1826), è stato un militare, politico e nobile britannico.
Governatore generale dell'India dal 1813 al 1823 e di Malta dal 1824 al 1826, in precedenza era stato un generale dell'esercito britannico nel corso delle guerre della rivoluzione americana e dal 1794 aveva preso parte alla Prima coalizione antifrancese.

## Biografia

### I primi anni, l'educazione e gli inizi della carriera militare
Hastings nacque a Moira, nella Contea di Down, in Irlanda, figlio di John Rawdon, I conte di Moira e di sua moglie, Elizabeth Hastings, XIII baronessa Hastings; sua madre era figlia di Theophilus Hastings, IX conte di Huntingdon. Venne battezzato nella St. Audoen's Church di Dublino il 2 gennaio 1755. Crebbe a Moira e a Dublino. Entrò nell'esercito britannico il 7 agosto 1771 come alfiere del 15º reggimento di fanteria (avendo acquistato per 200 sterline tale grado). Frequentò la Harrow School e si iscrisse all'Università di Oxford, ma successivamente l'abbandonò. L'esperienza universitaria, ad ogni modo, gli valse l'amicizia di Banastre Tarleton. Con suo zio Lord Huntingdon, si portò a compiere un Grand Tour. Il 20 ottobre 1773, venne promosso al grado di tenente del 5º reggimento di fanteria. Tornò in Inghilterra per unirsi al suo reggimento e salpò alla volta del Nord America il 7 maggio 1774.

### La guerra d'indipendenza americana

#### La battaglia di Bunker Hill

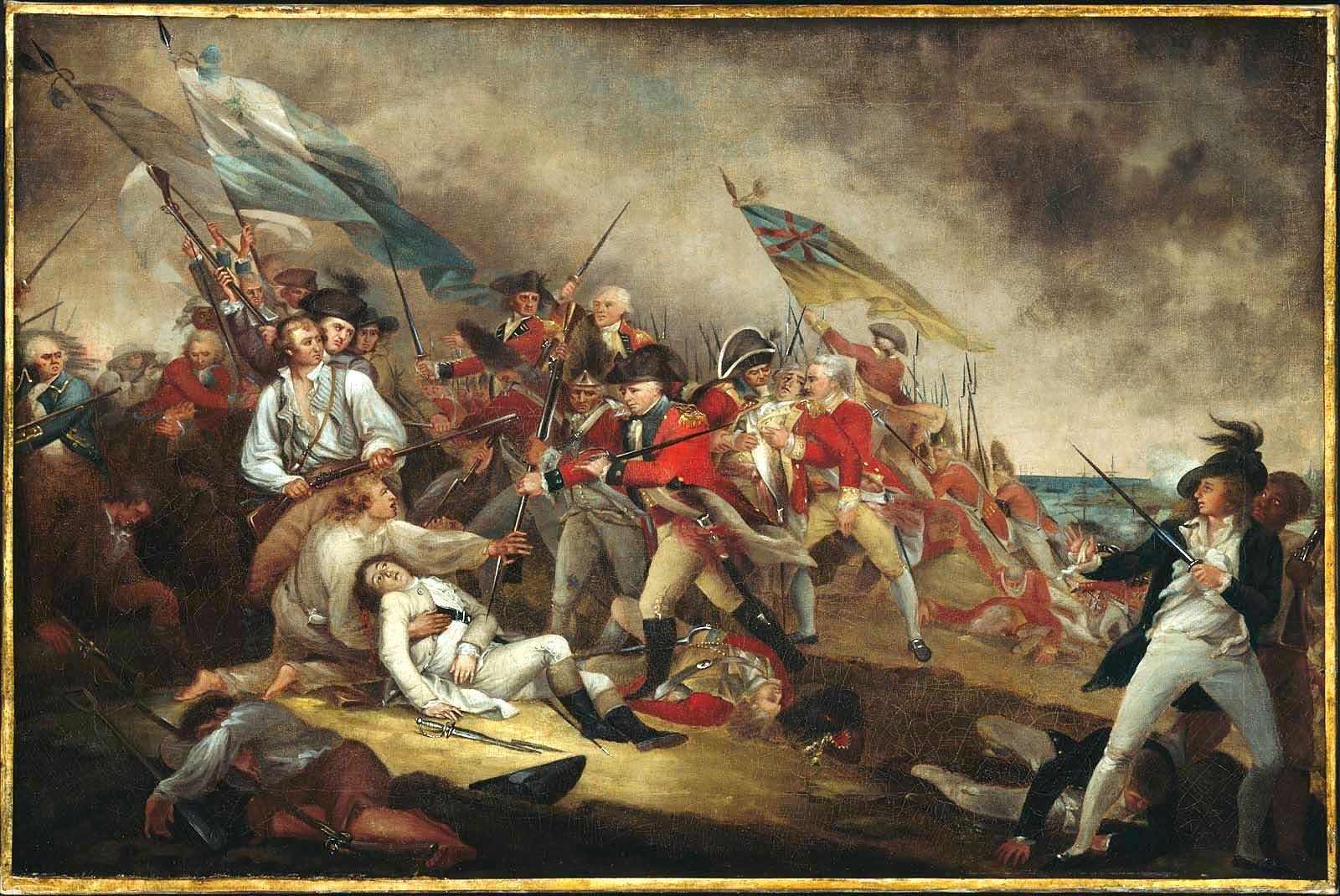
La morte del generale Warren nella battaglia di Bunker Hill, dipinto di John Trumbull.

Rawdon venne posto di stanza a Boston come tenente della compagnia dei granatieri del 5º reggimento di fanteria, sotto il comando del capitano Francis Marsden. Combatté nelle battaglie di Lexington e Concord e nella battaglia di Bunker Hill. Coi granatieri, prese parte al secondo assalto a Breed's Hill (fallito), ed al terzo assalto. Il suo superiore, il capitano George Harris, venne ferito proprio di fianco a lui. All'età di 21 anni, lord Rawdon prese il comando della sua compagnia per il terzo e ultimo assalto dello scontro. Quando le truppe iniziarono a vacillare, Rawdon salì sulla cima del ridotto americano sventolando la bandiera inglese. John Burgoyne annotò nei suoi dispacci: "Lord Rawdon consacrò alla sua fama quel giorno per l'intera sua vita." Venne ferito poi nel corso dell'assalto. Promosso capitano, ottenne il comando di una compagnia del 63º reggimento di fanteria. A lui una certa storiografia attribuisce l'uccisione del generale americano Joseph Warren, già moribondo durante l'assalto. Lord Rawdon è rappresentato nel famoso dipinto di John Trumbull dal titolo La morte del generale Warren nella battaglia di Bunker Hill sul retro della scena, con in mano la bandiera inglese.

#### Le campagne in Carolina e a New York, 1775–76
Durante l'accampamento invernale a Boston, Rawdon si impegnò anche nel campo del teatro, scrivendo un prologo per la tragedia Zara di Aaron Hill. Venne nominato aiutante di campo del generale sir Henry Clinton, e salpò con lui alla volta di una spedizione nella città di Brunswick Town, nei pressi del fiume Cape Fear, respingendo i rivoluzionari a Fort Moultrie, una serie di fortificazioni in difesa di Charleston, nella Carolina del Sud. Fece ritorno col generale Clinton a New York. Il 4 agosto, cenò col generale Clinton, con l'ammiraglio Lord Howe, con Lord Cornwallis, con il generale John Vaughan ed altri alti graduati dell'esercito britannico impegnati in America. Nel corso della Battaglia di Long Island, si trovava al quartier generale con Clinton.
Il 15 settembre, Rawdon guidò i suoi uomini a Kip's Bay per uno sbarco anfibio sull'isola di Manhattan. Il giorno successivo, guidò le sue truppe in supporto alla fanteria leggera che attaccò le alture di Harlem sino alla ritirata dei rivoluzionari americani. Prese parte allo sbarco a Pell's Point. Gli inglesi pressarono quindi gli americani a White Plains dove il 1º novembre gli americani dovettero ritirarsi dalle trincee che avevano eretto.

#### Rhode Island, Inghilterra e New York
L'8 dicembre Rawdon sbarcò con Clinton a Rhode Island, assicurando i porti locali alla British Navy. Il 13 gennaio 1777, con Clinton, partì per Londra, giungendo a destinazione il 1º marzo. Durante un ballo tenutosi alla residenza di George Germain, I visconte Sackville, conobbe il generale Lafayette, in visita a Londra.
Ritornato in America nel luglio di quello stesso anno, mentre Howe intraprese la campagna di Philadelphia, Rawdon si portò con Clinton al quartier generale di New York. Prese parte alle battaglie di New York, dove il 7 ottobre, venne catturato Fort Constitution. Ad ogni modo, era troppo tardi per collegarsi con le truppe del generale Burgoyne ad Albany.
Rawdon venne inviato quindi a Filadelfia con dei dispacci e tornò a New York per quell'inverno, impegnandosi nella creazione di un reggimento chiamato Volunteers of Ireland, reclutato tra i disertori dei lealisti irlandesi. Promosso colonnello al comando di questo reggimento, Rawdon si portò con Clinton a Philadelphia. A partire dal 18 giugno 1778, si portò con Clinton da Philadelphia a New York, e combatté nella battaglia di Monmouth. Venne nominato aiutante generale. Rawdon ricevette quindi la notizia della battaglia di Rhode Island.
A New York, il 3 settembre 1779, discusse con Clinton, e finì per rinunciare alla sua posizione come aiutante generale. Coi Volunteers of Ireland prese parte al raid su Staten Island condotto da Lord Stirling il 15 gennaio 1780.

#### La campagna del sud
Si portò quindi a sud dove prese parte all'assedio di Charleston. Dopo la caduta della città nelle mani degli inglesi, Lord Cornwallis lo pose di stanza a Camden (16 agosto 1780) dal momento che gli inglesi erano intenzionati a conquistare l'intera Carolina del Sud. Rawdon comandò l'ala sinistra dell'esercito inglese impegnato nella battaglia di Camden. Quando Cornwallis si portò in Virginia, lasciò de facto Rawdon incaricato del comando a sud.
Il suo successo maggiore in questo periodo fu ad ogni modo la vittoria nel 1781 della battaglia di Hobkirk's Hill, nella quale, al comando di un piccolo gruppo di uomini, riuscì a sconfiggere il nemico numericamente superiore con le sue abilità militari e la sua determinazione. Pensando (in errore) che il generale Nathanael Greene avesse spostato la sua artiglieria, Rawdon attaccò l'ala sinistra del generale americano Greene. Rawdon concentrò quindi velocemente tutte le sue forze in quel punto, costringendo la linea americana a collassare e ad abbandonare il campo in disordine.
Ad ogni modo, Rawdon venne costretto ad una graduale ritirata verso Charleston. Prese parte all'assedio di Ninety-Six, evacuando la piccola guarnigione locale. Ritirò quindi le sue forze a Charleston. Nel luglio del 1781, malato, venne costretto a rinunciare al suo comando. Durante il suo viaggio di ritorno in Gran Bretagna, venne catturato in mare da François Joseph Paul de Grasse, ma venne poi scambiato come prigioniero di guerra. Dopo la partenza di Rawdon, gli inglesi dovettero lasciare Charleston, portando con sé centinaia di lealisti e schiavi liberati alla volta della Nuova Scozia e dei Caraibi.

### Gli anni di pace
Al suo arrivo infine in Inghilterra, Rawdon venne onorato da re Giorgio IIIche lo creò membro nobile col titolo di barone Rawdon nel marzo del 1783. Nel 1789 sua madre succedette alla baronettia di Hastings, e pertanto Rawdon aggiunse anche il cognome Hastings al proprio.
Rawdon divenne un membro attivo di diverse associazioni londinesi. Venne eletto membro della Royal Society nel 1787 e della Society of Antiquaries of London nel 1793. Dal 1806 al 1808 fu gran maestro massonico.
Nel maggio del 1789 prese parte in vece del principe Federico, duca di York nel suo duello col tenente colonnello Lennox a Wimbledon Common.

### Le guerre rivoluzionari francesi
Dopo la dichiarazione di guerra del 1793 della Francia alla Gran Bretagna, Rawdon venne promosso al rango di maggiore generale il 12 ottobre di quello stesso anno. Inviato dal ministero Pitt, Rawdon lanciò una spedizione diretta ad Ostenda, allora parte della Francia, nel 1794. Marciò per unirsi all'esercito del duca di York ad Alost. Il generale francese Pichegru, con un numero superiore di uomini, costrinse però gli inglesi a ritornare alla loro base ad Anversa. Rawdon lasciò la spedizione, sentendosi tradito dal governo di Pitt che aveva abbandonato a sua detta i soldati al fronte.

### La carriera politica
Rawdon venne eletto alla Camera dei Comuni irlandese per la circoscrizione di Randalstown dal 1781 al 1783. Nel 1787, divenne amico del principe di Galles e gli prestò anche diverse migliaia di sterline. Nel 1788 venne coinvolto nella Crisi della reggenza.
Nel 1789, prese infine il soprannome di Hastings secondo la volontà di suo zio. Succedette a suo padre come II conte di Moira il 20 giugno 1793, e rimase alla camera dei lords per i successivi tre decenni.

### Donington Hall

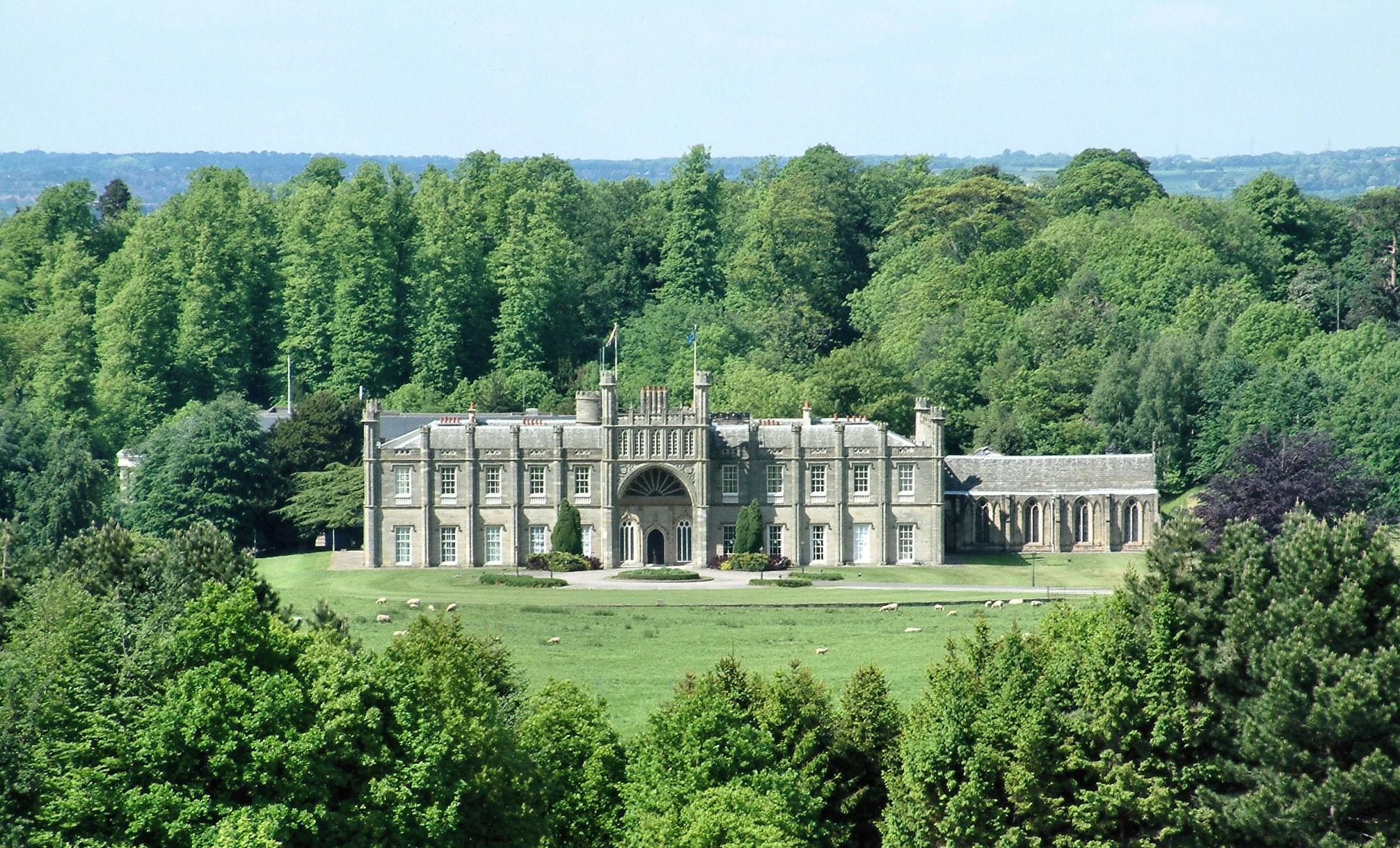
Donington Hall

Ereditando Donington Hall, nel Leicestershire, da suo zio, Rawdon avviò dei lavori di restauro della residenza tra il 1790 ed il 1793 secondo lo stile gotico; l'architetto incaricato del progetto fu William Wilkins il Vecchio.
Mise l'abitazione a disposizione dei principi della casata die Borboni durante il loro esilio in Francia a seguito della Rivoluzione francese.

### Il complotto per diventare primo ministro
Nel 1797 delle voci iniziarono a circolare che Rawdon avrebbe potuto sostituire Pitt come primo ministro. Vi erano infatti non pochi malumori per il ministero Pitt ed in particolare per la sua condotta nel corso della guerra con la Francia. Inoltre, il lungo periodo in cui Pitt era stato primo ministro, gli aveva consentito di ampliare i suoi contatti creando un sistema di clientelismo personale.
A metà maggio venne delineata una combinazione di varie figure che erano intenzionate a proporre a Rawdon di divenire primo ministro. Avendo combattuto in America ed avendo guidato una spedizione a Quiberon, era un comandante rispettato. I suoi rapporti col principe di Galles ne facevano inoltre un naturale avversario di Pitt e della sua politica, supportato per contro da Giorgio III.
Il principale motivo nella scelta di Rawdon come primo ministro era quella di assicurarsi la pace con la Francia, fatto che molti vedevano come impossibile sotto il governo Pitt. Il piano ad ogni modo collassò poco meno di un mese dopo per la mancanza di supporto da parte dell'establishment politico. Inoltre, quando Rawdon propose un cambiamento di rotta nella politica nazionale con la sostituzione del primo ministro, il monarca semplicemente lo ignorò. La proposta sfumò sul nascere.
Nel settembre del 1803 venne nominato generale.

### Le ultime vicende politiche
Rawdon, come politico, si impegnò particolarmente a favore dell'Irlanda ed in particolare per l'emancipazione dei cattolici irlandesi, sino all'epoca esclusi da molte carriere per la loro fede religiosa. Per questo suo prodigarsi venne descritto dal rivoluzionario irlandese Theobald Wolfe Tone come "Il Lafayette irlandese".
Divenuto membro del partito Whig, entrò nel governo nel 1806 durante il Ministry of All the Talents col ruolo di Master-General of the Ordnance, il che gli permise di portare avanti una serie di misure filantropiche, in particolare a favore dei poveri debitori. Ad ogni modo, si dimise dal proprio incarico con la caduta del ministero l'anno successivo. Fu inoltre Conestabile della Torre di Londra dal 1806 sino alla sua morte. Amico fidato del principe reggente, Rawdon ottenne da quest'ultimo l'incarico di costituire un governo di matrice Whig dopo l'assassinio di Spencer Perceval nel 1812 ma i suoi tentativi di creare un governo di coalizione fallirono. Il principe, ad ogni modo, per dimostrargli la grande stima che aveva nei suoi confronti, lo nominò cavaliere dell'Ordine della Giarrettiera in quello stesso anno. I Tories ritornarono al potere col conte di Liverpool. Il 6 dicembre 1816, dopo la conclusione della guerra anglo-nepalese, Rawdon venne elevato al rango di marchese di Hastings coi titoli sussidiari di visconte Loudoun e conte di Rawdon.
Divenne inoltre patrono del poeta irlandese Thomas Moore. Moore si portò più volte a Donington Hall, lasciando anche un ricordo di una di queste visite nei suoi scritti, definendo la casa come "grandiosa ma poco confortevole" Moore dovette però ricredersi sul suo protettore qualche anno dopo quando questi venne nominato governatore generale dell'India e non lo incluse nel suo staff.

### Governatore generale dell'India

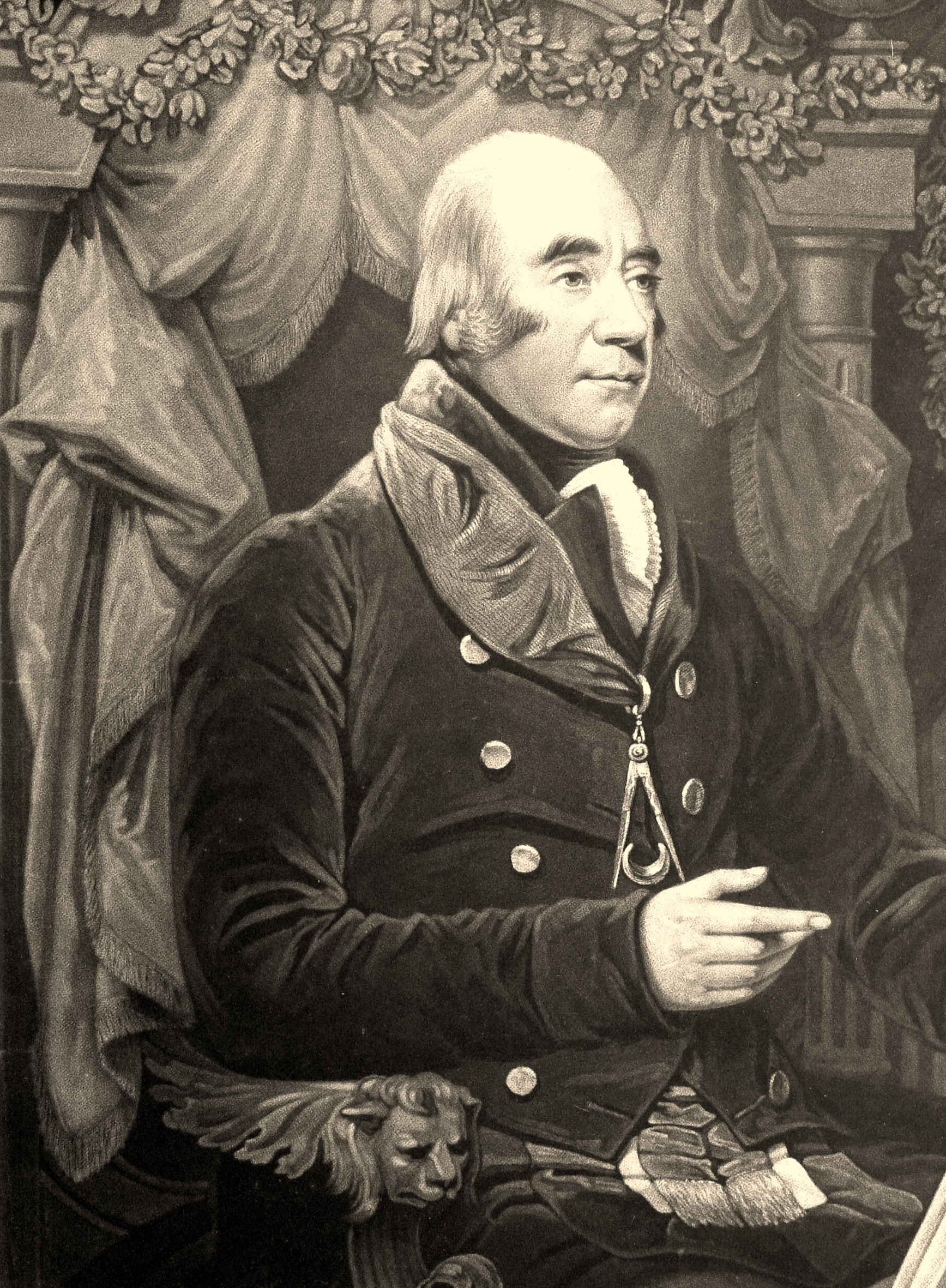
Il marchese di Hastings come governatore generale dell'India

Grazie alla sua influenza personale sul principe reggente, Rawdon venne nominato governatore generale della presidenza di Fort William (a tutti gli effetti governatore generale dell'India britannica dell'epoca) dall'11 novembre 1812. Il suo incarico fu memorabile: sotto di lui venne vinta la Guerra di Gurkha (1814–1816), venne finalmente conquistato l'impero Maratha nel 1818 e venne acquistata l'isola di Singapore nel 1819.
Ritardato da alcuni affari personali, giunse infine a Madras l'11 settembre 1813. In ottobre, si insediò a Calcutta per assumere ufficialmente il proprio incarico. L'India britannica all'epoca era composta da Madras, dal Bengala e da Bombay. Ottenne il comando di un esercito di 15.000 truppe inglesi, coadiuvate da 27 reggmenti di indiani del Bengala, da 8 reggimenti di cavalleria e dall'esercito di Madras guidato dal generale John Abercromby con 24 reggimenti di fanteria indiani e otto reggimenti di cavalleria.

#### La guerra anglo-nepalese
Nel maggio del 1813, gli inglesi dichiararono guerra ai Gurkha del Nepal. Hastings inviò quattro divisioni in attacchi separati guidati rispettivamente dal generale Bennet Marley con 8000 uomini contro Kathmandu, dal generale John Sullivan Wood con 4000 uomini contro Butwal, dal generale sir David Ochterlony con 10.000 uomini contro Amar Singh Thapa e dal generale Robert Rollo Gillespie, con 3500 uomini contro Nahan, Srinagar e Garhwal. Solo Ochterlony ebbe successo; Gillespie rimase ucciso. Dopo una serie di negoziati inconcludenti, Hastings rafforzò l'armata di Ochterlony sino a raggiungere i 20.000 uomini, coi quali vinse la battaglia di Makwanpur il 28 febbraio. I Gurkha chiesero quindi la pace che venne concessa col trattato di Sugauli.

### Terza guerra anglo-maratha
Dopo diversi raids dei Pindari nel gennaio del 1817, Hastings guidò personalmente una forza nell'Industan a nord; a sud, l'esercito del Deccan venne posto sotto il comando del generale Sir Thomas Hislop. Il pascià venne sconfitto da William Fullarton Elphinstone nei pressi di Poona. Appa Sahib venne sconfitto nella battaglia di Nagpur. Hislop sconfisse Holkar alla Battaglia di Mahidpur. Questi eventi finirono per stabilire in maniera definitiva la supremazia del potere inglese in India.

### Diplomazia
Rawdon fu attivo anche diplomaticamente, proteggendo gli stati indiani più deboli. La sua politica interna in India ebbe un notevole successo, impegnando le risorse coloniali anche nella riparazione del sistema di canali di Delhi a partire dal 1820, sistema che risaliva all'epoca dell'impero moghul; promosse anche riforme nel campo dell'educazione e incoraggiò la libertà di stampa. Confermò l'acquisto di Singapore dal sultano di Jahore, per mano di sir Stamford Raffles, nel gennaio del 1819.
I suoi ultimi anni da governatore generale in India vennero minati dallo scandalo della banca W. Palmer and Company. L'intero affare portò ad una serie di insinuazioni contro lord Hastings, alcune delle quali lo accusavano di aver fatto dei favoritismi. Venne successivamente riconosciuto innocente delle colpe addossategli, ma questa esperienza lo segnò a vita.

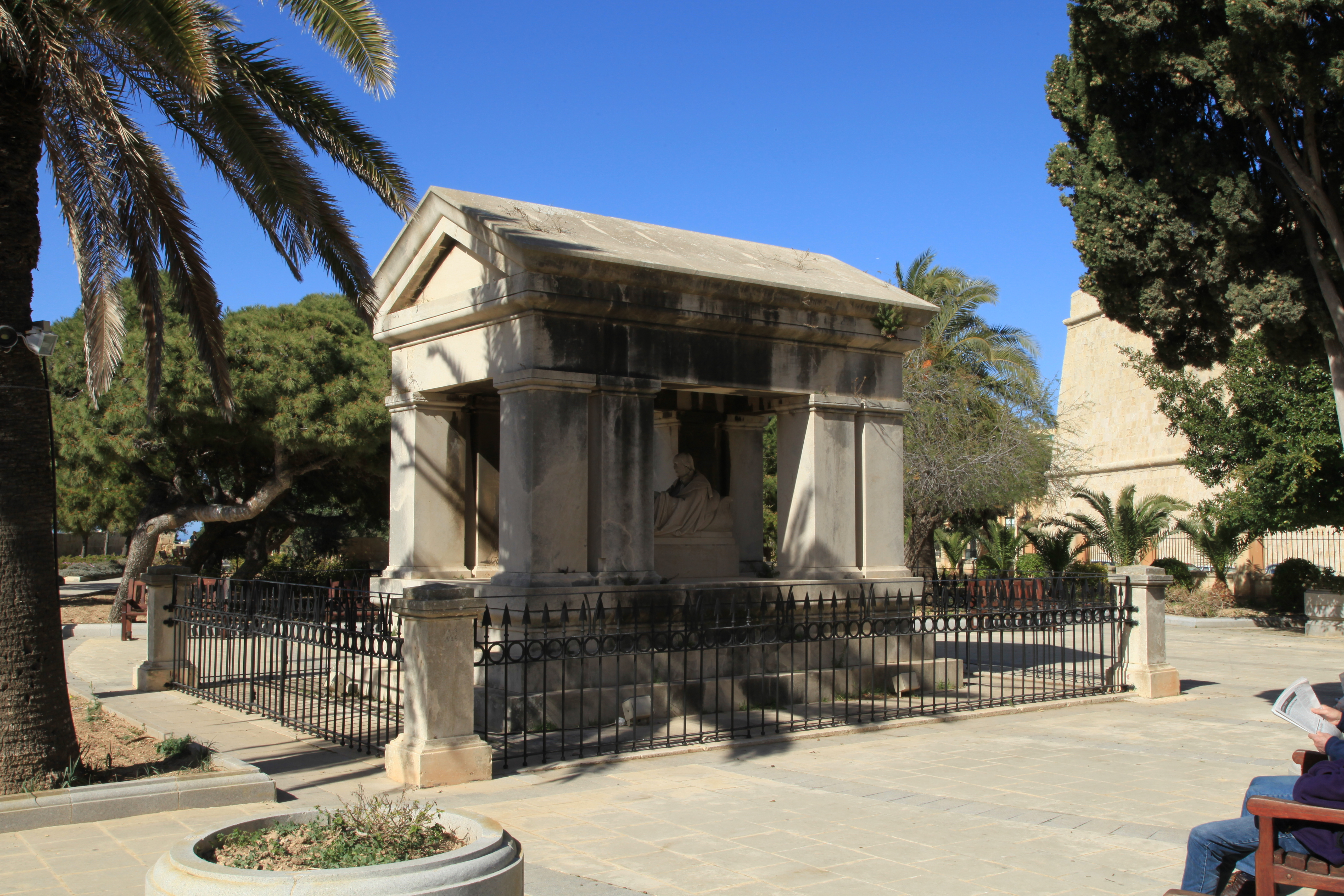
La tomba di lord Hastings negli Hastings Gardens di La Valletta

Estraniatosi sempre più dalla Board of Control della Compagnia britannica delle Indie orientali, si dimise nel 1821 dal suo incarico di governatore ma non lasciò l'India sino all'inizio del 1823. Venne quindi nominato governatore dell'isola di Malta nel 1824, ma morì in mare al largo di Napoli due anni dopo a bordo della HMS Revenge, mentre si trovava in viaggio con la moglie alla volta dell'Inghilterra. La vedova tornò a Malta col corpo del marito e, secondo le precise istruzioni di lui, ordinò che la mano destra del marito fosse tagliata e conservata per essere sepolta con lei quando anch'ella sarebbe morta. Il corpo venne esposto alla pubblica venerazione e poi sepolto in un sarcofago di marmo negli Hastings Gardens di La Valletta. La sua mano venne sepolta con la moglie come da sua volontà, intrecciata a quella della moglie, nella cripta di famiglia a Loudoun Kirk.

## Matrimonio e figli
Il 12 luglio 1804, all'età di 50 anni, sposò Flora Campbell, VI contessa di Loudoun, figlia del maggiore generale James Mure-Campbell, V conte di Loudoun e di sua moglie, lady Flora Macleod. La coppia ebbe insieme sei figli:
- Flora Elizabeth Rawdon-Hastings (11 febbraio 1806 – 5 luglio 1839), dama di compagnia della madre della regina Vittoria, la principessa Vittoria di Sassonia-Coburgo-Saalfeld, duchessa di Kent; morì nubile.
- Francis George Augustus (1807–1807), morto infante.
- George Augustus Francis Rawdon-Hastings, II marchese di Hastings (4 febbraio 1808 – 13 gennaio 1844)
- Sophia Frederica Christina Rawdon-Hastings (1 febbraio 1809 – 28 dicembre 1859), sposò John Crichton-Stuart, II marchese di Bute;
- Selina Constance Rawdon-Hastings (1810 – 8 novembre 1867), sposò Charles Henry.
- Adelaide Augusta Lavinia Rawdon-Hastings (25 febbraio 1812 – 6 dicembre 1860), sposò Sir William Murray, VII baronetto di Octertyre.

## Ascendenza
|                                                    |                                                  |                                                 | Genitori                                |  |  | Nonni |  |  | Bisnonni                       |  |  | Trisnonni                      |  |
|                                                    |                                                  |                                                 |                                         |  |  |       |  |  | 8. Arthur Rawdon, II baronetto |  |  | 16. George Rawdon, I baronetto |  |
|                                                    |                                                  |                                                 |                                         |  |  |       |  |  | 8. Arthur Rawdon, II baronetto |  |  | 16. George Rawdon, I baronetto |  |
|                                                    |                                                  | 17. Dorothy Conway                              |                                         |  |  |       |  |  | 8. Arthur Rawdon, II baronetto |  |  |                                |  |
| 4. John Rawdon, III baronetto                      |                                                  |                                                 |                                         |  |  |       |  |  | 8. Arthur Rawdon, II baronetto |  |  |                                |  |
|                                                    |                                                  | 9. Helena Graham                                | 18. James Graham                        |  |  |       |  |  |                                |  |  |                                |  |
|                                                    |                                                  | 9. Helena Graham                                | 18. James Graham                        |  |  |       |  |  |                                |  |  |                                |  |
|                                                    |                                                  | 9. Helena Graham                                | 19. Isabella Bramhall                   |  |  |       |  |  |                                |  |  |                                |  |
| 2. John Rawdon, I conte di Moira                   |                                                  | 9. Helena Graham                                |                                         |  |  |       |  |  |                                |  |  |                                |  |
|                                                    |                                                  | 10. Richard Levinge, I baronetto                | 20. Richard Levinge                     |  |  |       |  |  |                                |  |  |                                |  |
|                                                    |                                                  | 10. Richard Levinge, I baronetto                | 20. Richard Levinge                     |  |  |       |  |  |                                |  |  |                                |  |
|                                                    |                                                  | 10. Richard Levinge, I baronetto                | 21. Anne Parker                         |  |  |       |  |  |                                |  |  |                                |  |
| 5. Dorothea Levinge                                |                                                  | 10. Richard Levinge, I baronetto                |                                         |  |  |       |  |  |                                |  |  |                                |  |
|                                                    |                                                  | 11. Mary Corbyn                                 | 22. Gawen Corbyn                        |  |  |       |  |  |                                |  |  |                                |  |
|                                                    |                                                  | 11. Mary Corbyn                                 | 22. Gawen Corbyn                        |  |  |       |  |  |                                |  |  |                                |  |
|                                                    |                                                  | 11. Mary Corbyn                                 | 23. Grace Smith                         |  |  |       |  |  |                                |  |  |                                |  |
| 1. Francis Rawdon-Hastings, I marchese di Hastings |                                                  | 11. Mary Corbyn                                 |                                         |  |  |       |  |  |                                |  |  |                                |  |
|                                                    | 12. Theophilus Hastings, VII conte di Huntingdon | 24. Ferdinando Hastings, VI conte di Huntingdon |                                         |  |  |       |  |  |                                |  |  |                                |  |
|                                                    | 12. Theophilus Hastings, VII conte di Huntingdon | 24. Ferdinando Hastings, VI conte di Huntingdon |                                         |  |  |       |  |  |                                |  |  |                                |  |
|                                                    | 12. Theophilus Hastings, VII conte di Huntingdon | 25. Lucy Davies                                 |                                         |  |  |       |  |  |                                |  |  |                                |  |
| 6. Theophilus Hastings, IX conte di Huntingdon     | 12. Theophilus Hastings, VII conte di Huntingdon |                                                 |                                         |  |  |       |  |  |                                |  |  |                                |  |
|                                                    |                                                  | 13. Mary Frances Fowler                         | 26. Francis Leveson Fowler              |  |  |       |  |  |                                |  |  |                                |  |
|                                                    |                                                  | 13. Mary Frances Fowler                         | 26. Francis Leveson Fowler              |  |  |       |  |  |                                |  |  |                                |  |
|                                                    |                                                  | 13. Mary Frances Fowler                         | 27. Anne Venables                       |  |  |       |  |  |                                |  |  |                                |  |
| 3. Elizabeth Hastings, XIII baronessa Hastings     |                                                  | 13. Mary Frances Fowler                         |                                         |  |  |       |  |  |                                |  |  |                                |  |
|                                                    |                                                  | 14. Washington Shirley, II conte di Ferrers     | 28. Robert Shirley, I conte Ferrers     |  |  |       |  |  |                                |  |  |                                |  |
|                                                    |                                                  | 14. Washington Shirley, II conte di Ferrers     | 28. Robert Shirley, I conte Ferrers     |  |  |       |  |  |                                |  |  |                                |  |
|                                                    |                                                  | 14. Washington Shirley, II conte di Ferrers     | 29. Elizabeth Washington                |  |  |       |  |  |                                |  |  |                                |  |
| 7. Selina Shirley                                  |                                                  | 14. Washington Shirley, II conte di Ferrers     |                                         |  |  |       |  |  |                                |  |  |                                |  |
|                                                    |                                                  | 15. Mary Levinge                                | 30. Richard Levinge, I baronetto (= 10) |  |  |       |  |  |                                |  |  |                                |  |
|                                                    |                                                  | 15. Mary Levinge                                | 30. Richard Levinge, I baronetto (= 10) |  |  |       |  |  |                                |  |  |                                |  |
|                                                    |                                                  | 15. Mary Levinge                                | 31. Mary Corbyn (= 11)                  |  |  |       |  |  |                                |  |  |                                |  |
|                                                    |                                                  | 15. Mary Levinge                                |                                         |  |  |       |  |  |                                |  |  |                                |  |

## Onorificenze
- Cittadino onorario di Dublino

## Ritratti

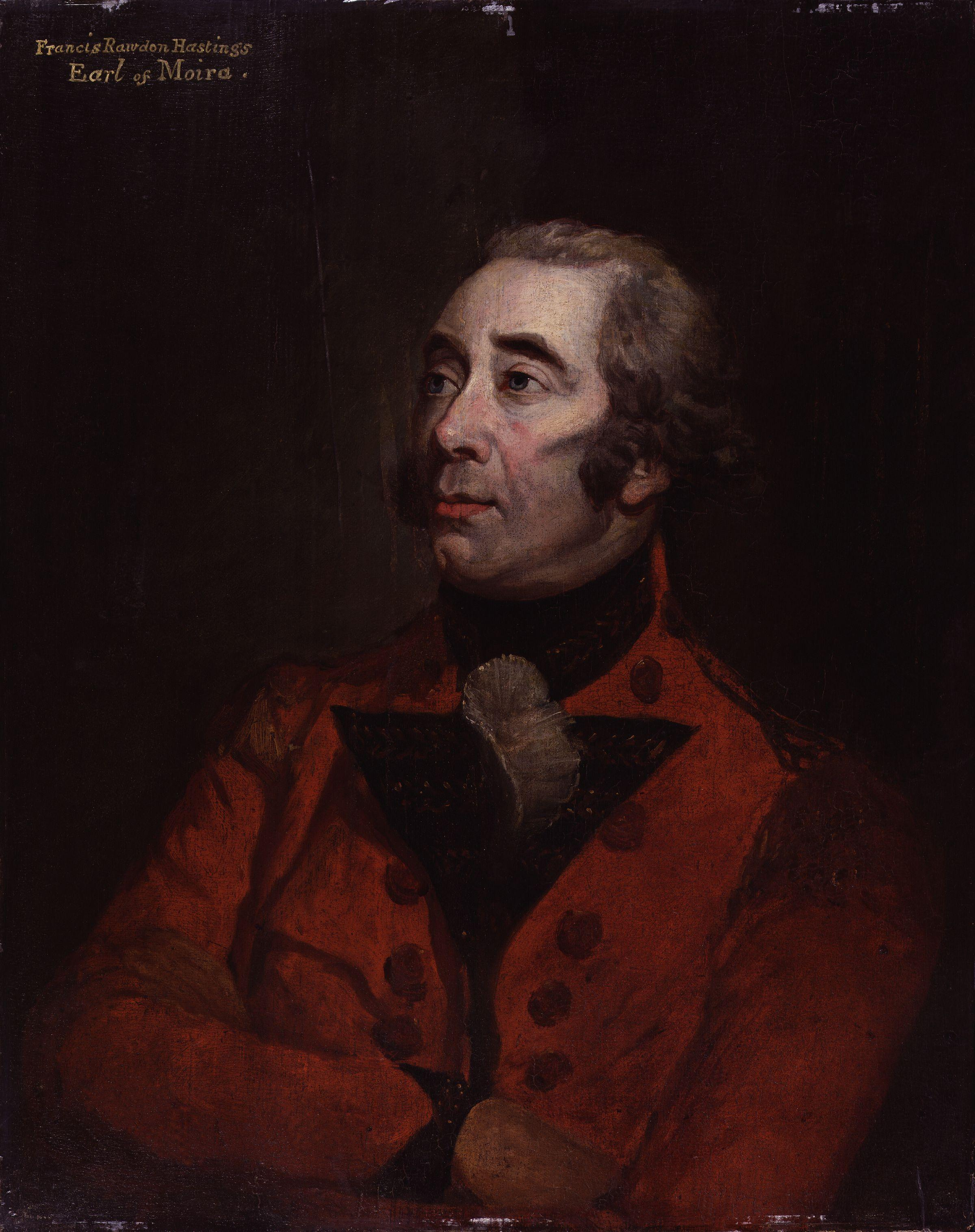
Il marchese di Hastings in un ritratto di Hugh Douglas Hamilton (c. 1801)
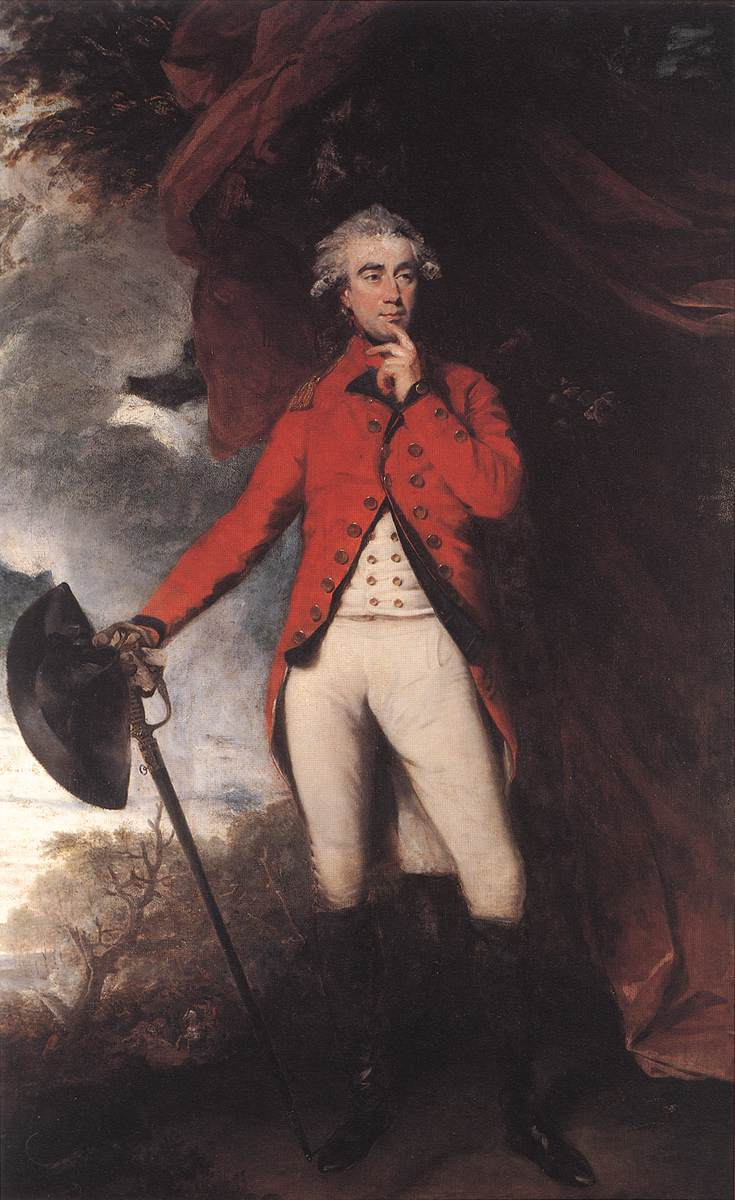
Il marchese di Hastings, governatore generale dell'India, di Joshua Reynolds (c. 1812)
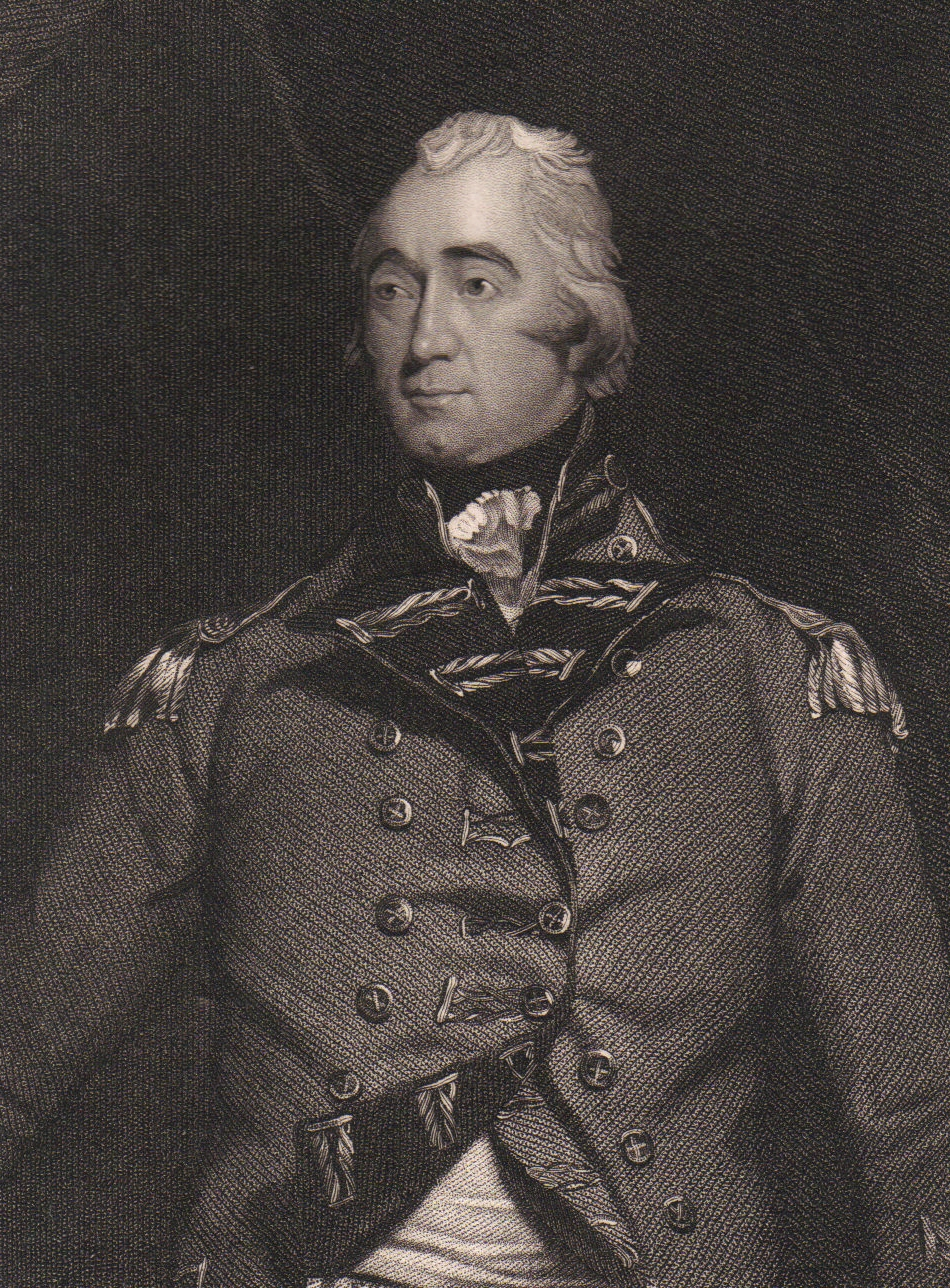
Francis Rawdon, marchese di Hastings. Incisione. Fisher, Son & Co, Londra. 1829
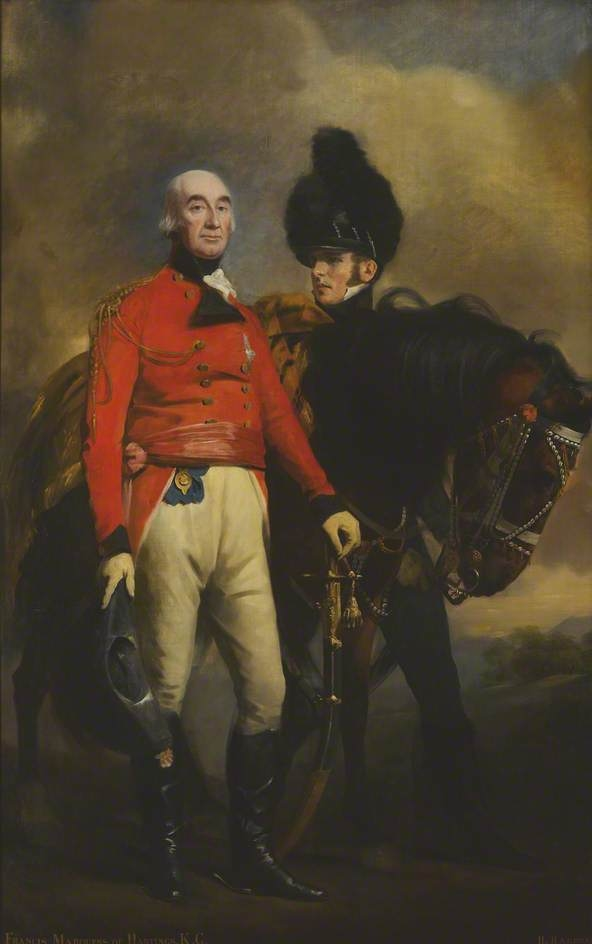
Francis Rawdon, marchese di Hastings, di Henry Raeburn. 1813